# Петров, Александр Павлович (полковник)
Александр Павлович Петров (25 августа 1894 года, Казань — неизвестно) — советский военный деятель, полковник (1940 год).

## Начальная биография
Александр Павлович Петров родился 25 августа 1894 года в Казани.

## Военная служба

### Первая мировая и гражданская войны
8 сентября 1915 года призван в ряды Русской императорской армии и направлен в 102-й запасный пехотный полк, дислоцированный в Самаре, в составе которого в 1916 году окончил учебную команду и сдал испытание за шесть классов гимназии и в сентябре направлен на учёбу в Чистопольскую школу прапорщиков, после окончания которой 13 января 1917 года в чине прапорщика направлен в 94-й запасный пехотный полк, дислоцированный в Казани, где назначен младшим офицером. В феврале переведён в Богородчанский 656-й пехотный полк (164-я пехотная дивизия), а в сентябре назначен на должность командира роты в составе Елисаветградского 256-го пехотного полка (64-я пехотная дивизия), в составе которой принимал участие в боевых действиях и получил чин подпоручика. В октябре был контужен, после чего лечился в госпитале Каменец-Подольского, а с января 1918 года — в казанском госпитале Красного Креста. После выздоровления с февраля 1918 года работал в Казани портным на дому.
В июле 1918 года А. П. Петров был мобилизован на работу по погрузке дров на станции Киря, однако в конце августа был арестован, как бывший офицер, после чего находился во 2-й Нижегородской тюрьме, а затем — в рабочем батальоне. 12 октября призван в ряды РККА и направлен в 1-й запасный пехотный полк (5-я армия, Восточный фронт), где назначен на должность командира роты, а затем — на должность командира батальона.

### Межвоенное время
В начале августа 1921 года полк был преобразован в отдельный трудовой батальон, а А. П. Петров назначен на должность его командира, однако в том же месяце переведён командиром роты на 17-е Казанские пехотные курсы, которые 30 января 1922 года преобразованы в 7-ю Казанскую пехотную школу.
В январе 1924 года А. П. Петров направлен в 1-й Казанский стрелковый полк (1-я Казанская стрелковая дивизия, Приволжский военный округ), где служил на должностях командира взвода полковой школы, командира штабной роты, начальника полковой школы, заведующего химической обороной полка, командира роты и помощника начальника штаба полка. В 1925 году выдержал испытание за нормальную военную школу при Объединённой Татаро-Башкирской военной школе. В декабре 1931 года назначен на должность помощника начальника 1-й части 1-го отделения штаба 1-й Казанской стрелковой дивизии.
В апреле 1933 года поступил на заочное отделение Военной академии имени М. В. Фрунзе, которое окончил в 1936 году.
В январе 1935 года назначен на должность помощника начальника 1-й части штаба 71-й стрелковой дивизии (Сибирский военный округ), дислоцированной в Кемерово, а в июле 1937 года — на должность начальника штаба 211-го стрелкового полка, а в период с 8 июня по 20 октября 1938 года исполнял должность командира этого же полка.
В феврале 1939 года майор А. П. Петров назначен на должность начальника кафедры общевойсковых дисциплин Новосибирского института инженеров транспорта, в июле 1940 года — на должность начальника Ачинских курсов усовершенствования начальствующего состава запаса, а в декабре того же года — на должность заместителя командира 119-й стрелковой дивизии, дислоцированной в Красноярске.

### Великая Отечественная война
В июле 1941 года переведён на должность начальника штаба 313-й стрелковой дивизии (Уральский военный округ), находившейся в Ижевске и к 5 сентября передислоцированной на Карельский фронт, после чего принимавшей участие в оборонительных боевых действиях в районе Петрозаводска и Кондопоги, а с октября — в районе Медвежьегорска, в районе которого попала в окружение, из которого вышла к 8 декабря. В период с 15 октября по 17 ноября полковник А. П. Петров исполнял должность командира этой же дивизии. 13 декабря 1941 года дивизия заняла оборонительный рубеж в районе Повенца.
В июне 1942 года переведён в штаб Карельского фронта, где назначен на должность старшего помощника начальника оперативного отдела, в марте 1943 года — на должность заместителя начальника оперативного отдела по ВПУ, в октябре того же года — на должность заместителя начальника оперативного отдела, а в марте 1944 года — на должность начальники оперативного отдела группы ВПУ.
С июня 1944 года полковник А. П. Петров находился в распоряжении Военного совета Карельского фронта и 25 сентября назначен на должность заместителя начальника штаба — начальника оперативного отдела штаба 26-й армии, которая вскоре принимала участие в ходе Будапештской наступательной и Балатонской оборонительной операции.
20 марта 1945 года зачислен в распоряжение Военного совета 3-го Украинского фронта.

### Послевоенная карьера
В июне 1945 года назначен на должность начальника военной кафедры Новосибирского сельскохозяйственного института, а в июле 1949 года — на должность начальника военной кафедры Саратовского экономического института.
Полковник Александр Павлович Петров 26 мая 1952 года вышел в запас.

## Награды
- Орден Ленина (21.02.1945);
- Два ордена Красного Знамени (03.11.1944, 20.06.1949);
- Орден Отечественной войны 1 (30.10.1943) и 2 (23.11.1944) степени;
- Медали.